# شرطة أمن

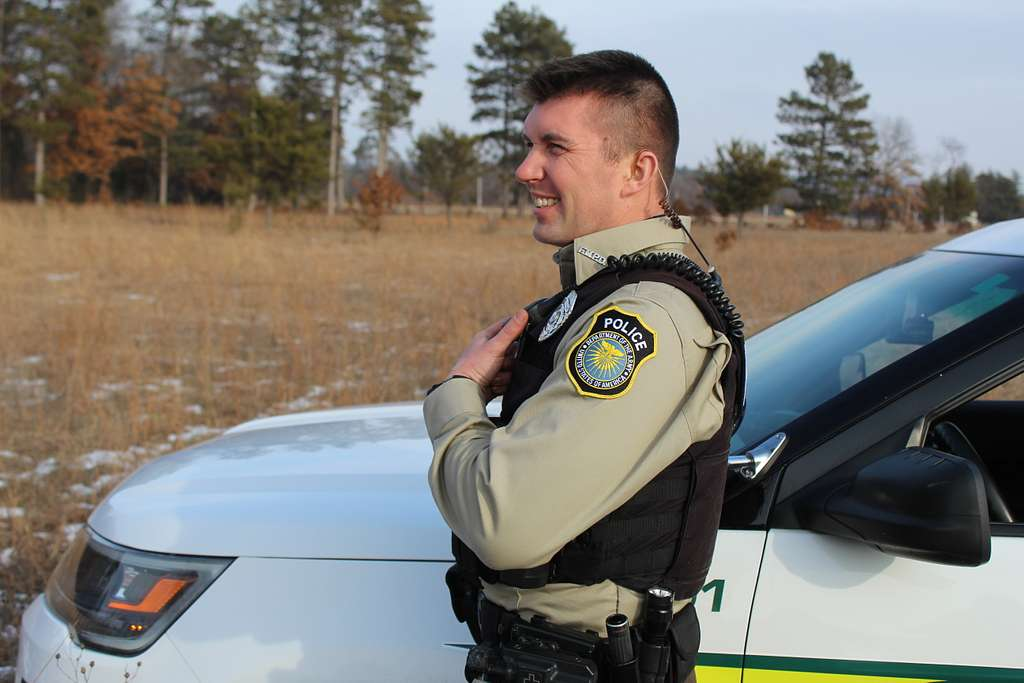
قسم مكتب إنفاذ القانون التابع لشرطة الجيش في الولايات المتحدة

في بعض البلدان، تكون شرطة الأمن هم الأشخاص الذين يتم توظيفهم من قِبل أو مع وكالة حكومية أو شركات لها فروع جامعية كبيرة توفر خدمات الشرطة والأمن لممتلكات تلك الوكالات.
تقوم شرطة الأمن بحماية مرافق وكالتها وموظفيها والمستخدمين والزوار والعمليات من وكا التهم من الأذى وقد تطبق قوانين ولوائح إدارية معينة. معظم شرطة الأمن لديها على الأقل بعض سلطhj الاعتقال. تختلف سلطات إنفاذ القانون لشرطة الأمن على نطاق واسع: في بعض الحالات تقتصر على صلاحيات الأشخاص العاديين وفي حالات أخرى تصل إلى سلطات الشرطة الكاملة المكافئة لإنفاذ القانون على مستوى الولاية / المقاطعة أو القانون المحلي. 
كما هو متميز عن تطبيق القانون العام ينصب التركيز الأساسي لشرطة الأمن على حماية ممتلكات وأشخاص محددين. هذا يسبب بعض التداخل مع الوظائف التي يؤديها عادة حراس الأمن. ومع ذلك، يتم تمييز شرطة الأمن عن الحراس بتمتعها سلطة أكبر: في كثير من الأحيان مستويات تدريب أعلى وتوقعات أعلى في الأداء في حماية الأرواح والممتلكات. 
في بلدان أخرى، فإن «شرطة الأمن» هي الاسم الذي يطلق على أجهزة الأمن والمخابرات السرية المكلفة بحماية الدولة على أعلى مستوى، بما في ذلك المسؤوليات مثل الحماية الشخصية لرئيس الدولة ومكافحة التجسس ومكافحة الإرهاب. 

## روابط خارجية
- تاريخ شرطة مقاطعة لوس أنجلوس MTA